# Naturschutzgebiet Schmalenautal
Das Naturschutzgebiet Schmalenautal mit einer Größe von 11,8 ha liegt südöstlich von Holthausen im Stadtgebiet von Schmallenberg. Das Gebiet wurde 2008 mit dem Landschaftsplan Schmallenberg Südost durch den Hochsauerlandkreis als Naturschutzgebiet (NSG) ausgewiesen.

## Gebietsbeschreibung
Beim NSG handelt es sich um das Schmalenautal. Das Tal mit steilen Hängen wird als Grünland genutzt, das vor allem im oberen Talbereich als artenreiches Magergrünland ausgeprägt ist. An den Hängen befinden sich auch Büsche, Hecken und Bäume. 

## Tier- und Pflanzenarten im NSG
Im NSG kommen seltene Tier- und Pflanzenarten vor. In den Gebüschbereichen brütet u. a. der Neuntöter. Im Quellbereich kommt die Dunkers Quellschnecke vor. Auswahl vom Landesamt für Natur, Umwelt und Verbraucherschutz Nordrhein-Westfalen dokumentierter Pflanzenarten: Acker-Hornkraut, Acker-Witwenblume, Bach-Kurzbüchsenmoos, Bachbunge, Bitteres Schaumkraut, Frühlings-Hungerblümchen, Geflecktes Johanniskraut, Gewöhnliches Ferkelkraut, Magerwiesen-Margerite, Mittleres Zittergras, Gras-Sternmiere, Hain-Gilbweiderich, Jakobs-Greiskraut, Kleine Braunelle, Kleiner Sauerampfer, Moschus-Malve, Punktiertes Wurzelsternmoos, Rotschwingel, Rundblättrige Glockenblume, Spitzlappiger Frauenmantel, Vogel-Wicke, Wald-Ehrenpreis, Weißes Labkraut, Wiesen-Flockenblume, Wiesen-Kümmel, Wiesen-Labkraut und Wiesen-Schaumkraut.

## Schutzzweck
Das NSG soll das Schmalenautal mit Arteninventar schützen.
Wie bei allen Naturschutzgebieten in Deutschland wurde in der Schutzausweisung darauf hingewiesen, dass das Gebiet „wegen der Seltenheit, besonderen Eigenart und Schönheit des Gebietes“ zum Naturschutzgebiet wurde.